# Szamotuły (gromada)
Szamotuły (do 31 XII 1959 Szamotuły Zamek) – dawna gromada, czyli najmniejsza jednostka podziału terytorialnego Polskiej Rzeczypospolitej Ludowej w latach 1954–1972.
Gromady, z gromadzkimi radami narodowymi (GRN) jako organami władzy najniższego stopnia na wsi, funkcjonowały od reformy reorganizującej administrację wiejską przeprowadzonej jesienią 1954 do momentu ich zniesienia z dniem 1 stycznia 1973, tym samym wypierając organizację gminną w latach 1954–1972.
Gromadę Szamotuły z siedzibą GRN w mieście Szamotułach (nie wchodzącym w skład gromady) utworzono 1 stycznia 1960 w powiecie szamotulskim w woj. poznańskim w związku z przeniesieniem siedziby GRN gromady Szamotuły Zamek z Szamotuł Zamku do Szamotuł i zmianą nazwy jednostki na gromada Szamotuły. Równocześnie do nowo utworzonej gromady Szamotuły przyłączono obszary zniesionych gromad Gałowo i Piaskowo w tymże powiecie.
W 1965 gromada miała 27 członków GRN.
1 stycznia 1970 do gromady Szamotuły włączono 323,2968 ha z miasta Szamotuły w tymże powiecie, natomiast 324,9344 ha (części wsi: Kępa – 64,6352 ha, Piaskowo – 24,6537 ha, Szamotuły-Zamek – 215,9870 ha, i Śmiłowo – 19,6585 ha) z gromady Szamotuły włączono do miasta Szamotuły.
Gromada przetrwała do końca 1972 roku, czyli do kolejnej reformy gminnej. 1 stycznia 1973 w powiecie szamotulskim reaktywowano zniesioną w 1954 roku gminę Szamotuły.